# Cloris Leachman
Cloris Leachman (Des Moines, 30. travnja 1926. – Encinitas, 27. siječnja 2021.), američka filmska, televizijska i kazališna glumica. Dobitnica nagrade Oscar 1971. i čak devet Emmya, više od bilo koje druge ženske izvođačice.
Rodila se kao najstarija od tri sestre u Des Moinesu, država Iowa.Majka Cloris bila je tajnica školskog odbora, a otac Buck šef obiteljske pilane.
Obrazovanje dobiva u rodnom gradu, a kasnije na dva sveučilišta studira dramu. Prije odlaska na studij, glumila je u kazališnim produkcijama priređivanim u rodnom gradu. Sudjelovala je i na nekoliko natjecanja ljepote.
Na jednom od njih dobiva stipedniju i odlazi u New York gdje u tamošnjem Actor's Studiu uči pod redateljem Eliom Kazanom. Jedan od kolega bio joj je i veliki Marlon Brando.
Nakon prvijenca 1955., nastupa u velikim filmovima nasuprot velikanima: Paul Newman, Lee Marvin,Ellen Burstyn, i tako dalje.
1971. godine nastupa u filmu "Posljednja kino predstava" i osvaja Oskara. Redatelj filma Peter Bogdanovich predvidio je da će osvojiti nagradu.
U 60 godina dugoj karijeri pojavila se u nizu filmova i serija, a za ulogu bake Ide u seriji "Malcolm u sredini" dobila je dva Emmya. Poznata je i po nastupanju u "The Mary Tyler Moore Showu", a kasnije je dvije godine imala i svoj vlastiti sitcom.
Hvaljen je i njen rad na crtićima, posebice "Catle in the Sky" iz 1986.(redatelj Hayao Miyazaki).
U braku je bila od 1953. do 1979. godina. Majka je petero djece, od kojih su većina u šoubiznisu.
Sin Bryan umro je od predoziranja kokainom.
Pojavila se i u šest emisija showa "Ples sa zvijezdama" postavši najstarija natjecateljica.
Dobivala je ocjene do 8, a nikad manje od 5.
Recentan glumački rad uključuje film s Annette Bening i Benom Kingsleyem.